# Лодка любви
«Лодка любви» (англ. The Love Boat) — длительный американский телесериал, который транслировался на канале ABC с 5 мая 1977 года по 27 февраля 1987 года. Проект был создан Джеральдин Сондерс и продюсировался Аароном Спеллингом и впервые увидел свет в качестве одноимённого телефильма в 1976 году. В основе сюжета был реальный опыт Джеральдин Сондерс, которая работала директором круизного корабля.
В центре сюжета шоу находился богатый круизный корабль и его пассажиры. Каждый из эпизодов имел собственную историю и центральных героев, благодаря чему «Лодка любви» привлекала множество звезд большого и малого экранов, что было редкостью в тот период. В разные годы приглашенными звездами были такие актёры как Лия Эйрс, Лиллиан Гиш, Хелен Хейс, Селеста Холм, Оливия де Хэвилленд, Джоан Коллинз, Джин Барри, Эдриенн Барбо, Полли Берген, Ллойд Бриджес, Кёрсти Элли, Кэти Бейтс, Гермиона Баддели, Лони Андерсон, Энтони Эндрюс, Мелисса Сью Андерсон, Элизабет Эшли, Бадди Хэккетт, Ив Арден, Том Босли, Энн Бакстер, Мередит Бакстер, Мэри Кросби, Кортни Кокс, Билли Кристал, Джоанна Кэссиди, Эбби Далтон, Кэтрин Дэймон, Тони Данца, Коллин Дьюхерст, Патрик Даффи, Линда Эванс, Нанетт Фабрей, Бонни Франклин, Майкл Дж. Фокс, Эва Габор, Энди Гриффит, Валери Харпер, Сьюзан Ховард, Джанет Джексон, Одри Ландерс, Питер Лоуфорд, Мишель Ли, Клорис Личмен, Джеймс Макартур, Рики Мартин, Джоан Риверз, Элинор Паркер, Ванесса Уильямс, Маккензи Филлипс, Бетти Экерман, Шелли Хэк, Дебрали Скотт и десятки других. Некоторые актёры, в том числе Мэрион Росс, Флоренс Хендерсон, Джульет Миллс, Конни Стивенс, Ру Макклэнахан и Бетти Уайт сыграли более пяти разных ролей в шоу.
Сериал был крайне успешен в рейтингах первые семь сезонов с пиком популярности в сезоне 1980-81, когда проект занял пятую строчку в годовом рейтинге самых наблюдаемых программ. В середине восьмидесятых рейтинги шоу начали снижаться и в конечном счете ABC решил закрыть проект весной 1986 года. В последующие годы был снят телефильм-сиквел, а в 1998—1999 годах состоялась неудачная попытка возрождения — сериал «Лодка любви: Новая волна», выходивший на канале UPN. Спустя годы после завершения повторы сериала регулярно выходили в эфир на нескольких каналах, в последние года на TV Land, и собирали высокие рейтинги. За девятилетний период трансляции сериал пять раз номинировался на премию «Эмми», а также восемь раз на «Золотой глобус».